# A-level
Chứng chỉ Giáo dục Phổ thông Bậc Cao (tiếng Anh: General Certificate of Education Advanced Level) hay GCE A-level hay A-level là bằng tốt nghiệp giáo dục cơ bản được cấp bởi các Cơ quan Giáo dục Anh quốc và lãnh thổ trực thuộc cho học sinh hoàn tất trung học hoặc cấp dự bị đại học. Một số các quốc gia, bao gồm Singapore, Kenya, Mauritius và Zimbabwe đều phát triển các bằng cấp có tên và cấu trúc tương tự với A-level Anh quốc. A-level là chứng chỉ cơ bản nhất để được tham gia xét tuyển vào đại học.
A-level được hoàn thành trong hai năm và được chia thành hai phần, mỗi phần một năm. Phần đầu tiên được thường gọi là Advanced Subsidiary, AS Level hay A1 Level (AS Level là viết tắt cho định nghĩa cũ là Advanced Supplementary Level). Phần thứ hai được gọi là A2 Level và có độ sâu về kiến thức và mang tính học thuật cao hơn so với A1 Level. Trước đó, tới tháng 6 năm 2009, A-level còn tồn tại Special / Advanced Extension Award cho những học sinh có khả năng học xuất sắc.
Để có được chứng chỉ yêu cầu học sinh tự chọn một số lượng môn nhất định trong các môn cung cấp để học trong vòng hai năm và làm bài thi vào cuối mỗi năm (A1 hay AS và A2), dưới sự giám sát của các hội đồng khảo thí. Hầu hết các thí sinh đều học từ ba đến bốn môn A-level trong vòng hai năm trong các trường trung học, hoặc cao đẳng như một phần của chương trình giáo dục bậc đại học. A-level còn được xem tương đương với bằng BTEC cấp 3.
A-level được công nhận bởi hầu hết các trường như là một tiêu chuẩn để đánh giá và xét tuyển thí sinh tại Anh, xứ Wales, và Bắc Ireland. Phần lớn các đại học xét tuyển thí sinh qua điểm dự đoán với điều kiện đạt được theo kết quả đã định.

## Lịch sử
A-level được giới thiệu vào năm 1951 như một chứng chỉ chuẩn hóa cho lớp tuổi sau 18, thay thế Higher School Certificate. Quá trình khảo thí của A-level được dựa trên lựa chọn môn tùy theo khả năng và sự yêu thích của mỗi cá nhân. Điều này kích thích sự phân hóa và mức độ chuyên sâu trong ba đến bốn môn. A-level ban đầu được đánh giá qua ba mức: Ưu, Bình hoặc Liệt (mặc dù thí sinh được biết điểm của mình, làm tròn đến 5% gần nhất), và các thí sinh đạt điểm Ưu có lựa chọn tham dự thêm kì thi Scholarship Level ở những môn đã chọn để được cung cấp một trong bốn trăm học bổng quốc gia. Scholarship Level được thay thế bởi S-level vào năm 1963.
Với sự gia tăng về số lượng thí sinh tham dự kì thi A-level đòi hỏi phải có sự phân hóa sâu rộng hơn về trình độ của thí sinh. Vì vậy, thang điểm chính thức được đưa vào sử dụng và từ 1963 đến 1986, điểm số của thí sinh được dựa trên nguyên tắc thống kê:
| Điểm    | A   | B   | C   | D   | E   | O   | Liệt |
| ------- | --- | --- | --- | --- | --- | --- | ---- |
| Phân bố | 10% | 15% | 10% | 15% | 20% | 20% | 10%  |

Điểm O tương đương với điểm đạt GCE Ordinary Level, chỉ thị khả năng tương đương với điểm C của Ordinary Level.